# Marc Soler
Marc Soler Giménez (* 22. listopadu 1993) je španělský profesionální silniční cyklista jezdící za UCI WorldTeam UAE Team Emirates XRG.

## Kariéra

### Movistar Team (2015–2021)
V srpnu 2014 bylo oznámeno, že Soler podepsal kontrakt s UCI WorldTeamem Movistar Team od sezóny 2015.
V roce 2017 dojel Soler třetí na Volta a Catalunya. Vyhrál též soutěž mladých jezdců a v celkovém pořadí porazili pouze jeho týmový kolega Alejandro Valverde a Alberto Contador. Později téhož roku se poprvé v kariéře zúčastnil Vuelty a España.
V březnu 2018 vyhrál Soler týdenní etapový závod Paříž–Nice. Před startem poslední etapy ztrácel Soler 37 sekund na lídra závodu Simona Yatese a byl na průběžném šestém místě. Zhruba v polovině závěrečné etapy Soler zaútočil; na jeho nástup reagoval pouze David de la Cruz. Toto duo později dojelo Omara Fraileho, jenž jel sám na čele závodu, a společně se dostal až do cíle na promenádě v Nice. Zatímco de la Cruz a Fraile bojovali o etapový triumf, Soler si dojel pro třetí místo v etapě a získal 4 bonusové sekundy. Díky dalším 3 bonusovým vteřinám, které získal na sprinterské prémii v průběhu etapy, a náskoku 35 sekund v cíli na skupinu favoritů se mu podařilo převrátit své manko v náskok 4 sekund na Yatese a stát se celkovým vítězem závodu.
V červnu 2021 byl Soler donucen odstoupit z Tour de France 2021 poté, co si při kolizi s divačkou v úvodní etapě zlomil obě vřetenní kosti a jednu loketní kost.

### UAE Team Emirates (2022–)
V srpnu 2021 bylo oznámeno, že Soler podepsal dvouletý kontrakt s UCI WorldTeamem UAE Team Emirates XRG od sezóny 2022.

## Hlavní výsledky
2013
Vuelta a Palencia
vítěz 3. etapy
2014
vítěz Soraluzeko Saroa
vítěz Ereñoko Udala Sari Nagusia
vítěz Grand Prix Kutxabank
vítěz Memorial Cirilo Zunzarren
Vuelta a Zamora
vítěz 3. etapy
Národní šampionát
3. místo časovka do 23 let
2015
Tour de l'Avenir
 celkový vítěz
6. místo Klasika Primavera
2016
Route du Sud
2. místo celkově
 vítěz soutěže mladých jezdců
vítěz 4. etapy
7. místo Circuito de Getxo
2017
Volta a Catalunya
3. místo celkově
 vítěz soutěže mladých jezdců
Národní šampionát
4. místo časovka
5. místo GP Miguel Indurain
Tour de Suisse
8. místo celkově
Vuelta a España
 cena bojovnosti po 9. etapě
2018
Paříž–Nice
 celkový vítěz
 vítěz soutěže mladých jezdců
Vuelta a Andalucía
3. místo celkově
Volta a Catalunya
5. místo celkově
Vuelta a Aragón
6. místo celkově
6. místo GP Miguel Indurain
2019
Vuelta a Aragón
8. místo celkově
Vuelta a España
9. místo celkově
2020
vítěz Pollença–Andratx
Vuelta a España
vítěz 2. etapy
 cena bojovnosti po etapách 11, 14 a 17
Vuelta a Andalucía
8. místo celkově
2021
Tour de Romandie
4. místo celkově
vítěz 3. etapy
2022
Vuelta a España
vítěz 5. etapy
 cena bojovnosti po 5. etapě a celková
Kolem Baskicka
7. místo celkově
2023
Volta a Catalunya
4. místo celkově
2024
9. místo Trofeo Pollença – Port d'Andratx
10. místo Clásica Jaén Paraíso Interior
Vuelta a España
vítěz 16. etapy
 cena bojovnosti po 16. etapě

### Výsledky na etapových závodech
| Výsledky na Grand Tours        |      |      |      |      |      |      |      |      |      |      |
| Grand Tour                     | 2015 | 2016 | 2017 | 2018 | 2019 | 2020 | 2021 | 2022 | 2023 | 2024 |
| Giro d'Italia                  | —    | —    | —    | —    | —    | —    | DNF  | —    | —    | —    |
| Tour de France                 | —    | —    | —    | 62   | 37   | 21   | DNF  | DNF  | 56   | 44   |
| Vuelta a España                | —    | —    | 48   | —    | 9    | 18   | —    | 27   | 14   |      |
| Výsledky na etapových závodech |      |      |      |      |      |      |      |      |      |      |
| Závod                          | 2015 | 2016 | 2017 | 2018 | 2019 | 2020 | 2021 | 2022 | 2023 | 2024 |
| Paříž–Nice                     | —    | —    | 24   | 1    | 50   | —    | —    | —    | —    |      |
| Tirreno–Adriatico              | —    | —    | —    | —    | —    | —    | 11   | 15   | —    |      |
| Volta a Catalunya              | DNF  | DNF  | 3    | 5    | DNF  | NS   | 76   | DNF  | 4    |      |
| Kolem Baskicka                 | —    | —    | —    | —    | —    | NS   | —    | 7    | DNF  |      |
| Tour de Romandie               | —    | —    | —    | —    | —    | NS   | 4    | —    | —    |      |
| Critérium du Dauphiné          | —    | 79   | —    | 16   | —    | DNF  | —    | —    | —    |      |
| Tour de Suisse                 | —    | —    | 8    | —    | 12   | NS   | 79   | DNF  | —    |      |

| —   | Nezúčastnil se |
| DNF | Nedokončil     |
| NS  | Nekonalo se    |